# Dugonia eliera
Dugonia eliera is een vlinder uit de familie van de tandvlinders (Notodontidae). De wetenschappelijke naam van de soort is voor het eerst geldig gepubliceerd in 1928 door William Schaus. De soort komt voor in Frans-Guyana.